# Abernathyita
L'abernathyita és un mineral radioactiu de potassi, urani, arsènic, oxigen i hidrogen.
Químicament és un arsenat de potassi i uranil hidratat, de fórmula química K₂(UO₂)₂(AsO₄)₂·6H₂O, de color groc. La seva duresa es troba entre 2 i 3 a l'escala de Mohs. Té una densitat de 3,32-3,572 g/cm³, i cristal·litza en el sistema tetragonal.
El seu nom fou posat en honor de Jess Abernathy, de Moab, Utah, EUA, propietari de la mina on es descobriren les primeres mostres. Fou descrit el primer cop el 1956 per M.E. Thompson, B. Ingram i E.B. Gross.
Segons la classificació de Nickel-Strunz pertany a «08.EB: Uranil fosfats i arsenats, amb ràtio UO₂:RO₄ = 1:1» juntament amb els següents minerals: autunita, heinrichita, kahlerita, novačekita-I, saleeïta, torbernita, uranocircita, uranospinita, xiangjiangita, zeunerita, metarauchita, rauchita, bassetita, lehnerita, metaautunita, metasaleeïta, metauranocircita, metauranospinita, metaheinrichita, metakahlerita, metakirchheimerita, metanovačekita, metatorbernita, metazeunerita, przhevalskita, metalodevita, chernikovita, metaankoleïta, natrouranospinita, trögerita, uramfita, uramarsita, threadgoldita, chistyakovaïta, arsenuranospatita, uranospatita, vochtenita, coconinoïta, ranunculita, triangulita, furongita i sabugalita.